# Carbomère
Les carbomères sont des polymères synthétiques hydrophiles d'acide acrylique.

## Utilisation
Les carbomères sont utilisés comme émulsifiants stabilisateurs ou comme agents épaississants ayant l'apparence d'un gel aqueux dans l'industrie pharmaceutique ou cosmétique. L'aminométhyl propanol permet de les stabiliser sous la forme d'un gel.